# Torrubia del Campo
Torrubia del Campo es un municipio y localidad española de la provincia de Cuenca, en la comunidad autónoma de Castilla-La Mancha. El término municipal tiene una población de 312 habitantes (INE 2024).

## Historia
Hacia mediados del siglo XIX, la villa tenía contabilizada una población de 1750 habitantes. Aparece descrita en el decimoquinto volumen del Diccionario geográfico-estadístico-histórico de España y sus posesiones de Ultramar de Pascual Madoz de la siguiente manera:

TORRUBIA DEL CAMPO: v. con ayunt. en la prov. y dióc. de Cuenca (13 leg.), part. jud. de Tarancon (2), aud. terr. de Albacete (20) y c. g. de Castilla la Nueva (Madrid 14). sit. hacia la parte O. de la prov. en terreno llano; clima frio, bien ventilado y poco propenso á enfermedades. Consta de 356 casas de mediana construccion, inclusa la de ayunt. y cárcel, que es malísima: hay escuela de primeras letras de ambos sexos, y concurrida por un corto número de discípulos: el maestro tiene de dotacion 1,600 rs., y la maestra 200: para surtido del vecindario tiene varios pozos de agua dulce y otros de salobre: la igl. parr. bajo la advocacion de Ntra. Sra. del Valle, es de término, y se halla servida por un cura de provision ordinaria; próximo á la ermita de Ntra. Sra. de los Remedios se halla el campo santo. El térm. confina por N. con el Acebron; E. Almendros; S. Pozorrubio. y O. Horcajo de Santiago: el terreno es de buena calidad: en su térm. hay unas abundantes canteras de alabastro y de piedra parecida á la de Colmenar: los caminos son locales y en mediano estado: la correspondencia se recibe de la administración de Tarancon los domingos, miércoles y viernes, y sale en los mismos días. prod.: trigo, cebada, anís, cominos, cilantro y algun vino y aceite, aunque poco: se cria ganado lanar, de cuya leche se hace escelente queso, y caza de liebres y perdices, pero poca: ind.: la agrícola, 2 molinos de aceite, 2 de moler yeso de muchísima blancura, á cuya elaboracion se dedican algunos vecinos. comercio: la esportacion de cereales y la importacion de arroz, bacalao y otros artículos. pobl.: 440 vec., 1,750 alm. cap. prod.: 3.505,960 rs. imp.: 195,685: el presupuesto municipal asciende á 11,000 rs. y se cubre con el producto de las tierras de propios.
(Madoz, 1849, p. 115)

Según el censo de 1910 tenía una población de 1476 habitantes.

## Demografía
Torrubia del Campo cuenta con una población de 312 habitantes (INE 2024).
| Gráfica de evolución demográfica de Torrubia del Campo entre 1842 y 2021                                            |
| |
| Población de derecho según los censos de población del INE Población de hecho según los censos de población del INE |

## Patrimonio

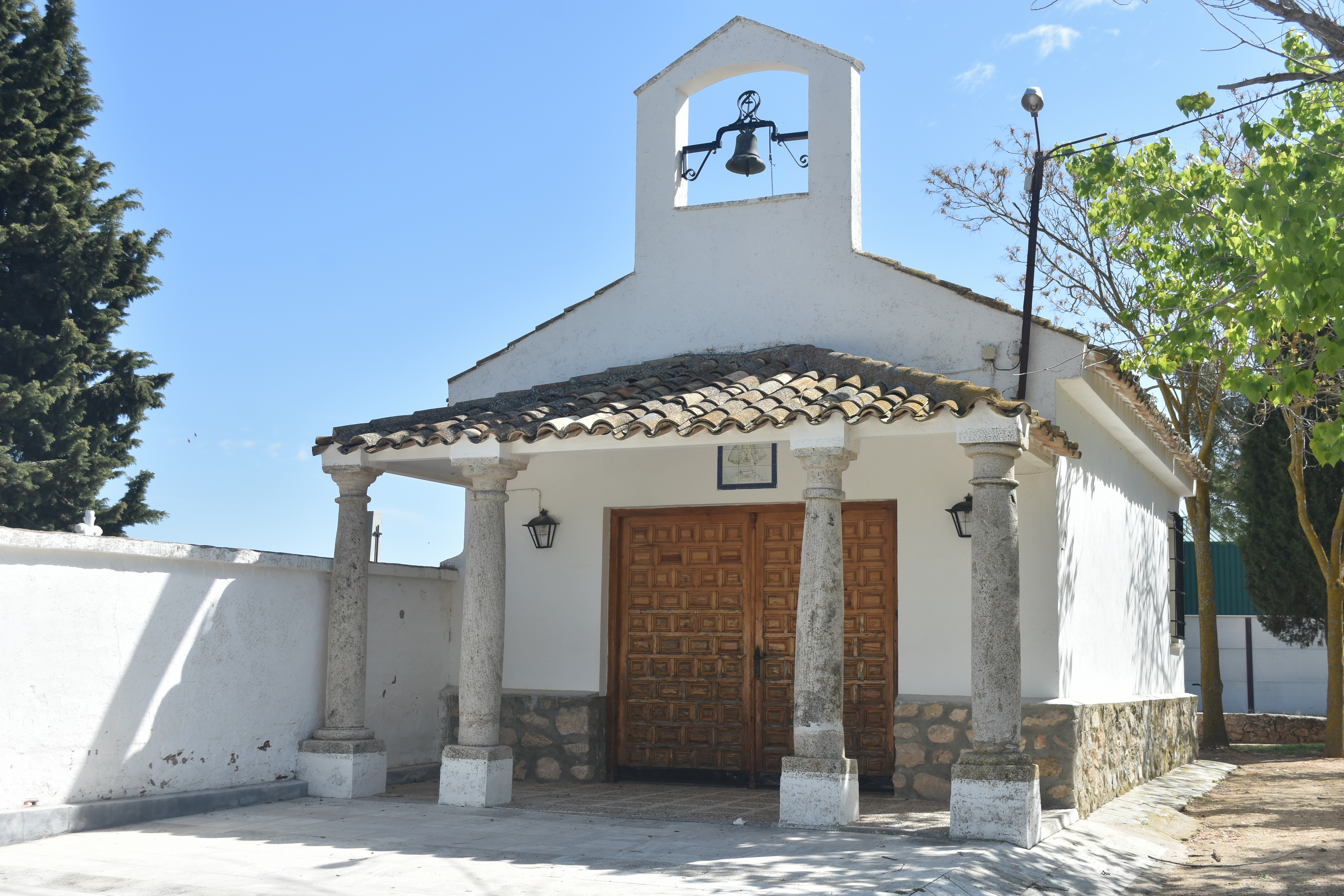
Ermita de Nuestra Señora de los Remedios

En la localidad hay una iglesia bajo la advocación de Nuestra Señora del Valle, además de una ermita dedicada a Nuestra Señora de los Remedios, ubicada junto al cementerio.